# William Fox Talbot
William Henry Fox Talbot (1800-1877) là nhà phát minh và nhiếp ảnh gia người Anh. Ông đã phát minh ra một quá trình nhiếp ảnh sử dụng giấy tráng một chất hóa học nhạy với ánh sáng. Sau đó, ông đem phơi sáng thông qua một buồng tối, tạo ra một âm bản từ đó có thể rọi thành nhiều bản sao. Vào cuối năm 1839, năm ông nghĩ ra kỹ thuật trên, Talbot tình cờ phát hiện ra hiện tượng ảnh ngầm, đó là sự sắp xếp không thể nhìn thấy bằng mắt thường của các tinh thể bạc halyde trên một miếng phim. Điều này làm giảm đáng kể thời gian phơi sáng từ 1 giờ xuống còn 3 phút. Đó chính là quá trình calotype. Tên của ông được đặt cho tiểu hành tinh 3151 Talbot.